# Markus Seiler
Markus Seiler, né le 26 août 1968 (originaire de Triboltingen), est un haut fonctionnaire suisse, ancien chef du Service de renseignement de la Confédération, et depuis 2017 secrétaire général du Département fédéral des affaires étrangères.

## Biographie
Markus Seiler naît le 26 août 1968. Il est originaire de Triboltingen, localité de la commune thurgovienne d'Ermatingen.
Il est titulaire d'un doctorat en sciences politiques de l'Université de Saint-Gall,, obtenu en 1994.
De 1995 à 1997, il est directeur de la communication du Parti radical-démocratique (aujourd'hui Parti libéral-radical), dont il est aussi membre.
Il commence sa carrière dans l'administration fédérale en tant que rapporteur à l'état-major du Département fédéral des finances, puis devient collaborateur personnel du conseiller fédéral Kaspar Villiger.
Il vit à Spiez, dans le canton de Berne. Il est père de quatre enfants.

### Secrétariat général du DDPS
En 2007, alors qu'il est secrétaire-général du DDPS, il est proposé par le groupe libéral-radical pour succéder à Annemarie Huber-Hotz. L'Assemblée fédérale lui préfère toutefois Corina Casanova, vice-chancelière démocrate-chrétienne.

### Chef du Service de renseignement de la Confédération
Il est nommé chef du Service de renseignement de la Confédération en 2009 par Ueli Maurer, nouvellement créé.
En 2020, il est critiqué dans le cadre de l'affaire Crypto par la Délégation des Commissions de gestion de l'Assemblée fédérale, qui considère qu'il « n’a intentionnellement pas assumé sa responsabilité » lorsque des éléments relatifs à l'ingérence de services secrets étrangers lui sont présentés. 

### Secrétariat général du DFAE
En 2017, il quitte le SRC et devient secrétaire-général du Département fédéral des affaires étrangères. Lors de ce changement, le Temps note que « Malgré sa grande discrétion médiatique, Markus Seiler est connu comme le loup blanc dans le bercail fédéral ».
Début 2021, il est critiqué par plusieurs journaux, ensemble avec Ignazio Cassis, dont l'Aargauer Zeitung et Le Temps, pour la gestion du personnel diplomatique au sein du DFAE. L'ancien diplomate Georges Martin va jusqu'à décrire Seiler comme le « Raspoutine du DFAE ». Un autre ancien diplomate, François Nordmann, considère que le secrétaire-général soit devenu tout puissant au sein du département, ayant même plus de pouvoirs que la secrétaire d'État (Pascale Baeriswyl puis Livia Leu Agosti).

### Ouvrages
- (de) Markus-René Seiler, Kleinststaaten im Europarat : Fallstudien zu Island, Liechtenstein, Luxemburg, Malta und San Marino (thèse de doctorat), Bamberg, Difo-Druck, 1995, 376 p. (OCLC 756869743).

### Interviews
- Valérie de Graffenried, « Il faut une banque de données commune pour les Renseignements », Le Temps,‎ 9 avril 2016 (ISSN 1423-3967, lire en ligne).